# La Fille du coupeur de joints
Pistes de Tout corps vivant branché sur le secteur étant appelé à s'émouvoir
La Dèche, le twist et le reste Le Chant du fou
La Fille du coupeur de joints est une chanson écrite et composée en 1970  et interprétée par Hubert-Félix Thiéfaine, sortie en 1978 dans l'album Tout corps vivant branché sur le secteur étant appelé à s'émouvoir.

## Thématiques
Elle évoque la thématique du cannabis et les plaisirs sentimentaux qu'il suscite. Son titre fait référence à une chanson traditionnelle pour enfants, La Fille du coupeur de paille. Elle est interprétée à chaque tournée.

## Reprises
- En 2002, elle est reprise par le groupe Chair Chant Corps sur l'album hommage Les Fils du coupeur de joints
- En 2007, elle a été reprise par Hubert-Félix Thiéfaine aux côtés de Tryo et Didier Wampas dans l'émission Taratata[3], ainsi que dans le cadre de la tournée Scandale mélancolique tour.